# 藤野勝
藤野 勝（ふじの まさる、1947年（昭和22年）3月15日 - 2021年（令和3年）2月3日）は、日本の政治家。東京都武蔵村山市長（3期）、武蔵村山市議会議員（1期)を務めた。

## 概要
東京都北多摩郡村山村(村山町を経て、現武蔵村山市)に生まれる。
1965年（昭和40年）3月、昭和第一学園高等学校卒業。同年4月、村山町役場（現武蔵村山市役所）に入庁。
1970年（昭和45年）11月3日、村山町は市制施行し武蔵村山市となる。同市役所において健康福祉部長、企画財政部長などを歴任した。
2006年（平成18年）5月21日に行われた武蔵村山市長選挙に立候補するも落選。
2007年（平成19年）、武蔵村山市議会議員選挙に初当選。
2010年（平成22年）5月23日に行われた武蔵村山市長選挙に立候補し、日本共産党推薦の元市議の清沢葉子を破り初当選した。投票率は33.6%だった。5月30日、市長就任。
2014年（平成26年）5月25日、再選。投票率は32.33%だった。
2018年（平成30年）5月27日、3選。対立候補がいなかったため無投票。
2020年（令和2年）11月頃から体調を崩し、自宅療養しながら公務を続けていたが、2021年（令和3年）2月3日、がんのため死去。73歳没。